# División de Honor Masculina B de hockey hierba 2019-20
La División de Honor Masculina B de hockey hierba 2019-20 es la temporada 2019-20 de la División de Honor Masculina B de hockey hierba. La disputan doce equipos que se enfrentan en una liga regular en la que se enfrentan todos contra todos.
El Club Hockey Pozuelo renunció a su plaza, que ha sido ocupada por el Club de Hockey Barrocás, según la normativa de la Real Federación Española de Hockey en materia de ascensos y descensos.

## Equipos
| Equipo                                | Localidad                  | Estadio          |
| ------------------------------------- | -------------------------- | ---------------- |
| Club Atlético San Sebastián           | San Sebastián              |                  |
| Club Hockey Barrocás                  | Orense                     |                  |
| Sardinero Hockey Club                 | Santander                  |                  |
| Club Hockey Polideportivo Benalmádena | Benalmádena                |                  |
| Egara 1935                            | Tarrasa                    | Pla del Bon Aire |
| Club Deportivo "Giner de los Ríos"    | Valencia                   |                  |
| Línia 22 Hockey Club                  | Tarrasa                    |                  |
| Pedralbes HC                          | Barcelona                  |                  |
| Real Sociedad 1927                    | Madrid                     |                  |
| SPV Complutense B                     | San Sebastián de los Reyes |                  |
| Unión Deportiva Taburiente            | Las Palmas de Gran Canaria |                  |
| Valles Deportivo                      | Tarrasa                    |                  |

## Clasificación
|                                                                  | Equipo                                | J  | G  | E | P  | GF | GC | DG  | Puntos |
| ---------------------------------------------------------------- | ------------------------------------- | -- | -- | - | -- | -- | -- | --- | ------ |
| 1º                                                               | Valles Deportivo                      | 15 | 11 | 1 | 3  | 39 | 23 | 16  | 34     |
| 2º                                                               | Linia 22 H. C. Stern Motor            | 15 | 9  | 2 | 4  | 32 | 24 | 8   | 29     |
| 3º                                                               | Club Deportivo Giner de los Ríos      | 14 | 8  | 3 | 3  | 38 | 24 | 14  | 27     |
| 4º                                                               | Sardinero Hockey Club                 | 15 | 7  | 4 | 4  | 33 | 24 | 9   | 25     |
| 5º                                                               | Unión Deportiva Taburiente            | 14 | 6  | 5 | 3  | 27 | 26 | 1   | 23     |
| 6º                                                               | Real Sociedad 1927                    | 15 | 6  | 3 | 6  | 46 | 44 | 2   | 21     |
| 7º                                                               | Egara 1935                            | 15 | 4  | 8 | 3  | 37 | 31 | 6   | 20     |
| 8º                                                               | Club Hockey Polideportivo Benalmádena | 15 | 5  | 5 | 5  | 29 | 31 | -2  | 20     |
| 9º                                                               | Club Atlético San Sebastián           | 15 | 4  | 2 | 9  | 27 | 34 | -7  | 14     |
| 10º                                                              | Pedralbes HC                          | 15 | 3  | 5 | 7  | 28 | 42 | -14 | 14     |
| 11º                                                              | Club de Hockey Barrocás               | 15 | 3  | 4 | 8  | 34 | 43 | -9  | 13     |
| 12º                                                              | SPV Complutense B                     | 15 | 0  | 4 | 11 | 20 | 44 | -24 | 4      |
| Fuente: Federación Española de Hockey (actualización automática) |                                       |    |    |   |    |    |    |     |        |